# Келлеровка (Донецкая область)
Ке́ллеровка (укр. Келерівка; до 2016 г. — Ки́рово) — село на юго-востоке Украине, находится в Никольском районе Донецкой области.
Код КОАТУУ — 1421782203. Почтовый индекс — 87040. Телефонный код — 6246.

## История
В 1945 г. Указом Президиума ВС УССР село Келлерово переименовано в Кирово
После российского вторжения на Украину село оккупировано Россией. 

## Население
- 1908 — 431 чел.
- 2001 — 205 чел. (перепись)

В 2001 году родным языком назвали:
- русский язык — 202 чел. (98,54 %)
- украинский язык — 3 чел. (1,46 %)

## Адрес местного совета
87040, Донецкая область, Никольский р-н, с. Кальчик, пер. Вокзальный, 2, 2-42-31